# アリスティルス (クレーター)
アリスティルス(Aristillus)は雨の海の東に位置する月のクレーターである。真南にはアウトリュコスという小さなクレーターがあり、アウトリュコスはアルキメデス (クレーター)という大きなクレーターの南西にある。雨の海の南西は月の入り江という名前が付けられている。北東にはテアイテトス (クレーター)とカッシーニという2つのクレーターが存在する。
アリスティルスは噴出物による広くて不規則な周壁を持っている。周辺にある海は表面がなめらかになっているので、クレーターの周壁と海を区別することは容易である。アリスティルスの光条は600km以上に渡って伸びている。クレーターの縁はほぼ円形の形状であるが、わずかに六角形の形状となっている。内壁は台地のようになっており、溶岩が流れ込まなかった比較的粗い内部に向けて内壁は下っている。クレーターの中央には3つの山があり、それらは約0.9kmの高さとなっている。
アリスティルスの周壁北部には昔のクレーターの名残がある。これは昔あったクレーターが雨の海周辺に流れた溶岩に沈み、縁だけが突き出たものである。

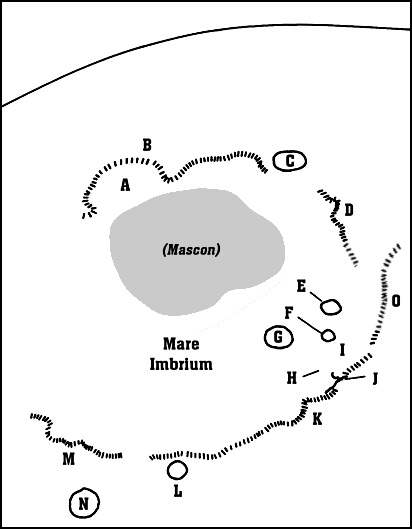
雨の海にある地物の詳細図。アリスティルスはEの場所にある。

## 従属クレーター
アリスティルスのごく近くにある小さな無名のクレーターについては、アルファベットを付加することによって識別される。
| 名称 | 月面緯度 | 月面経度 | 直径 |
| ---- | -------- | -------- | ---- |
| A    | 33.6° N  | 4.5° E   | 5 km |
| B    | 34.8° N  | 1.9° W   | 8 km |